# Pasterstwo w Karpatach

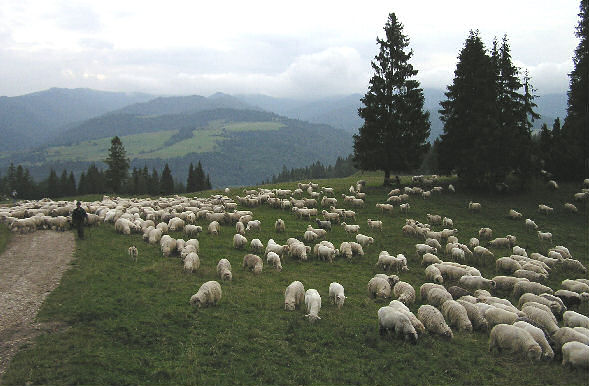
Wypas w Pieninach

Pasterstwo w Karpatach – ekstensywny chów zwierząt stadnych, przede wszystkim owiec i bydła domowego, na naturalnych i najczęściej sezonowych pastwiskach w obrębie łańcucha karpackiego. Pojawia się z reguły w miejscach, w których niemożliwa lub nieopłacalna jest uprawa roli.
Wypas owiec na pastwiskach górskich jest typowym przejawem pasterstwa w krajach karpackich, również w Polsce. Na całym obszarze Karpat Zachodnich i Wschodnich występują znaczne podobieństwa w kulturze pasterskiej, przejawiające się między innymi w nazewnictwie, obrzędach, sprzęcie, budownictwie i cechach wytwarzanych produktów. Niekiedy postuluje się istnienie niemal jednolitej wspólnoty pasterskiej karpacko-bałkańskiej.

## Historia
Łańcuch karpacki, szczególnie w obrębie Karpat Wschodnich, był historycznie obszarem refugialnym, gdzie chroniły się społeczności wypierane ze swoich siedlisk podczas wędrówek ludów, a później w okresach wzmożonych napaści tatarskich. Tak też Oskar Kolberg spekulował, że Huculi mogliby pochodzić od tureckiego ludu Uzów (jednej z gałęzi Oguzów). Nieporównanie większe znaczenie dla składu ludności Karpat miało jednak przybycie Wołochów, ludu o pochodzeniu rumuńsko-bałkańskim. Jest uważane za bardzo prawdopodobne, że te fale ludności przyniosły ze sobą ewoluującą później kulturę pasterską (wprowadzanie chowu owiec, kóz i bydła, przetwórstwa mleka). Taka forma wykorzystania ziemi była w warunkach górskich najodpowiedniejsza gospodarczo, mieszkańcy podejmowali też działania, aby powiększyć obszary pastwiskowe: karczowanie i wypalanie lasów (cyrhlenie).
Migracja wołoska dotarła w Karpaty najpóźniej w XIII wieku. W następnym stuleciu na Podhalu i w Tatrach, czyli w najwyższej części Karpat Zachodnich, występowały już sezonowe wędrówki pasterskie. Kolejne grupy wołoskie trafiały w Karpaty do XVI wieku, a z malejącym nasileniem nawet aż do XVIII wieku. Początkowo miały charakter nomadyczny i wciąż wędrowały ze stadami na wielkie odległości, zapuszczając się na południu na Wielką Nizinę Węgierską, a na północy nawet do Puszczy Sandomierskiej i w okolice Bełza. Postępowanie takie okazywało się z czasem niepraktyczne wskutek wzrostu gęstości zaludnienia i upraw rolnych, przez co ostatecznie zanikło w początkach XVII wieku (w przeważającej części jednak dużo wcześniej). Rozwinęła się transhumancja i stałe osadnictwo (kolonizacja wołoska). Najczęściej osoby starsze, kobiety i dzieci pozostawały w osadzie, podczas gdy drużyny pasterskie odbywały dalekie wyprawy, wracając do niej tylko czasowo. Przypadki całkowitego odejścia od pasterstwa były rzadkie, głównie w sytuacji pomoru zwierząt. Tendencja do stopniowego skracania się szlaków wędrówek, nieco ściślej wiążąca życie pasterskie z życiem wsi, dopełniła obrazu przemian kulturowych.
Kolonizacja wołoska postępowała ze wschodu na zachód. W XIII wieku i pierwszej połowie XIV wieku największą intensywność miała na obszarze Marmaroszu. W połowie XIV wieku Wołosi pojawili się na Zakarpaciu i w Szaryszu; w latach 70. XIV wieku w Bieszczadach. Na przełomie XIV i XV wieku odnotowano ich obecność w życiu gospodarczym Krakowa oraz osadnictwo na Spiszu, w Beskidzie Niskim i Sądeckim. W drugiej połowie XV wieku fala osadnicza dotarła na Orawę, na przełomie XV i XVI wieku w Beskid Śląski, we wczesnym XVI wieku zatrzymała się na Morawach. Warunki lokacji wsi na prawie wołoskim były atrakcyjne, okres wolnizny wynosił przeważnie 20 lub 24 lata. Jednocześnie szybko postępowała asymilacja Wołochów z ludnością ruską, a później zachodniosłowiańską: na przełomie XV i XVI wieku procesy te były już zaawansowane.
Pogorszenie warunków gospodarki pasterskiej wynikało często ze wzmocnienia i ingerencji władzy centralnej, w przypadku ziem polskich – z rozbiorów.
Po II wojnie światowej pasterstwo na terenach Beskidu Żywieckiego, Małego i Makowskiego praktycznie uległo zanikowi – o istnieniu dawnego pasterstwa wołoskiego w tych stronach znajdujemy tylko wzmianki w starych dokumentach, jak i ślad w toponomastyce, w nazwach wsi, szczytów, dolin i nazwiskach miejscowej ludności.

## Obecnie
Dzisiaj w Tatrach zostało tylko pasterstwo kulturowe; w ostatnich kilku latach w Beskidach powoli owce wracają na hale (np. okolice Korbielowa).
Warto jeszcze zwrócić uwagę, dlaczego np. TPN nie zgadzał się przez długi czas na wypas na terenie parku. Zagrożenie płynące z pasterstwa to nie fakt, iż owce zjadają trawę (lub inne chronione gatunki roślin), ale to, że kopytami wyrywają glebę, która następnie wypłukiwana jest przez deszcze. Erozja spowodowana przez owce była dobrze widoczna np. w dolinie Jaworzynce.